# تقويم ديسكوردي

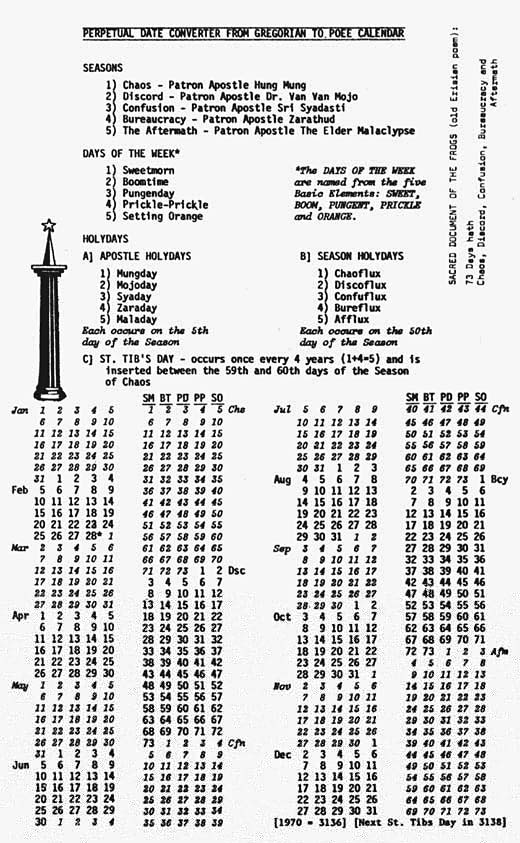

تقويم ديسكوردي (بالإنجليزية: Discordian calendar أو Erisian calendar) هو تقويم بديل يستخدمه بعض أتباع الديسكوردية. وردَت الإشارة إليه في صفحة 00034 من المبادئ الديسكوردية. يوافق العام الديسكوردي الأول YOLD عام 1166 قبل الميلاد، وكمرجع آخر يوافق عام 2017 من التقويم الميلادي عام 3183 YOLD.
كما هو موضح في المبادئ الديسكوردية فإن التقويم يتألف من خمسة مواسم مدة كل منها 73 يوماً يطلق عليها: الفوضى والفتنة والارتباك والنظام والآخِرة. ويتوافق العام الديسكوردي مع التقويم الميلادي، حيث يبدأ كليهما في 1 كانون الثاني/ يناير، وبالتالي يكون 1 الفوضى عام 3183 YOLD هو 1 يناير 2017 ميلادية.